# Chomikowate
Chomikowate (Cricetidae) – rodzina ssaków z podrzędu Supramyomorpha w obrębie rzędu gryzoni (Rodenta). Są to niewielkie zwierzęta o krępym ciele, prowadzące przede wszystkim naziemny tryb życia, lecz także nadrzewny, podziemny czy ziemnowodny.

## Zasięg występowania
Rodzina obejmuje gatunki występujące w Ameryce (włącznie z Grenlandią) i Eurazji.

## Taksonomia
Klasyfikacja zwierząt z rodziny Cricetidae przeszła ostatnio wiele zmian. Obecnie gatunki zaliczane dawniej do rodziny chomikowatych, coraz częściej wymieniane są jako przedstawiciele rodziny myszowatych (Muridae). Potwierdzają to badania genetyczne. Dotyczy to takich zwierząt jak suwaki (podrodzina Gerbillinae), czy niektóre gatunki szczurów (podrodzina Lophiomyinae). Badania potwierdziły także, iż podrodziny Calomyscinae, Myospalacinae, Mystromyinae, Platacanthomyinae także nie powinny należeć do chomikowatych.

### Podział systematyczny
Do rodziny chomikowatych należą następujące występujące współcześnie podrodziny:
- Cricetinae G. Fischer, 1817 – chomiki
- Arvicolinae J.E. Gray, 1821 – karczowniki
- Neotominae Merriam, 1894 – nowiki
- Sigmodontinae Wagner, 1843 – bawełniaki
- Tylomyinae Reig, 1984 – gałęziaki

Opisano również podrodziny wymarłe:
- Baranomyinae Kretzoi, 1955
- Fahlbuschiinae Mein & Freudenthal, 1971
- Microtoscoptinae Kretzoi, 1955
- Trilophomyinae Kretzoi, 1969

Oprócz siekaczy mają tylko 3 zęby trzonowe. Są rozpowszechnione na całym świecie, oprócz Australii, szczególnie dużo gatunków w Ameryce Północnej. Żywią się pokarmem roślinnym, z niewielkim dodatkiem małych bezkręgowców. Kopalne chomikowate występują od oligocenu. Przodkowie chomikowatych zostali przez badaczy zgrupowani w odrębnych podrodzinach. Między innymi Baranomyinae.